# Bernardino Capitelli
Bernardino Capitelli (Sienne, 1589 - 1639) est un peintre baroque et un graveur italien du XVIIe siècle.

## Biographie
Élève d'Alessandro Casolani, puis de Rutilio Manetti, Bernardino Capitelli fut actif entre les années 1622 et 1637 à Rome et à Sienne.

## Œuvres
- Portrait d'Alessandro Casolani
- Saint Antoine de Padoue
- Le Mariage mystique de sainte Catherine, d'après Corrèg
- Le repos pendant la fuite en Égypte, d'après Rutilio Manetti
- Loth et ses filles, d'après Rutilio Manetti
- Céres buvant...
- Portrait de Francesco Vanni (1634)  Fine Arts Museum of San Francisco
- Diverses gravures